# Mastuj
Der Mastuj ist der linke Quellfluss des Kunar in der pakistanischen Provinz Khyber Pakhtunkhwa.
Der Mastuj entsteht bei der Kleinstadt Mastuj am Zusammenfluss von Yarkhun und Laspur. Von dort strömt er in südwestlicher Richtung durch das Bergland des Chitral-Distrikts. Ein wichtiger rechter Nebenfluss ist der Turikho. Die Fernstraße Chitral – Mastuj folgt dem Flusslauf. Etwa 7 km nördlich von Chitral trifft der Lutkho von rechts auf den Mastuj und vereinigt sich mit diesem zum Kunar. Der Mastuj hat eine Länge von 100 km. Das Flusstal des Mastuj bildet die Trennlinie zwischen Hinduraj im Osten und Hindukusch im Westen. 